# Geschiedenis van Guyana

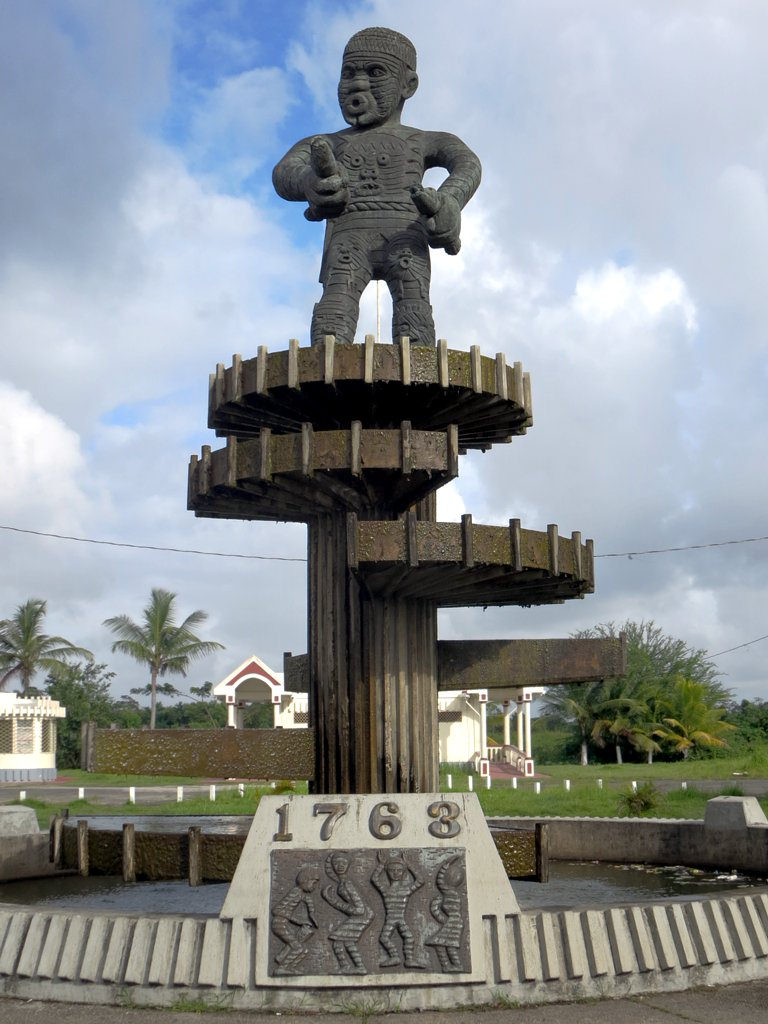
Monument van de slavenopstand in 1763

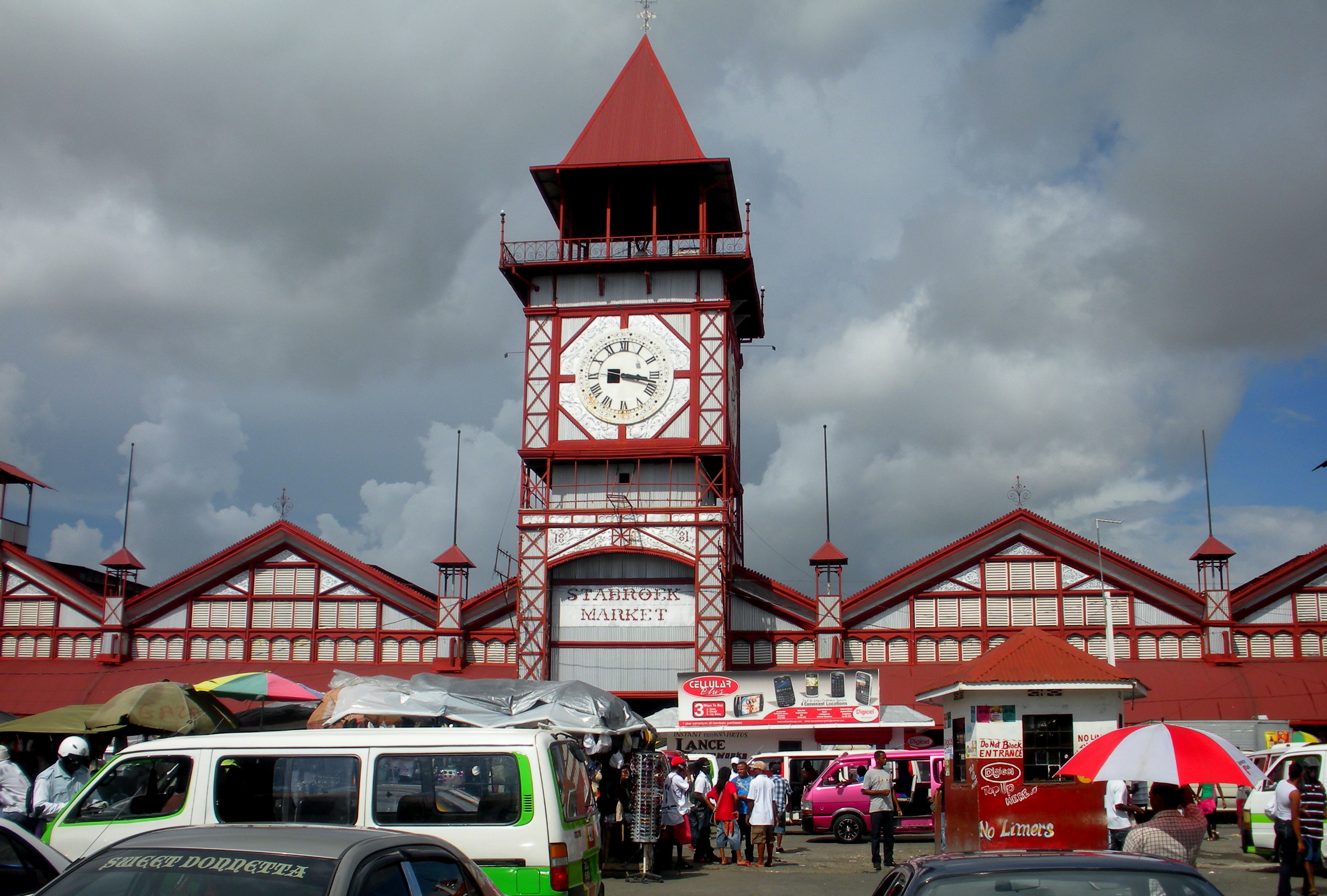
Stabroekmarkt in Georgetown

De geschiedenis van Guyana omvat de periode vanaf de eerste mensen in Amerika tot de huidige tijd.

## Precolumbiaanse periode
Tijdens de precolumbiaanse periode werd het huidige land Guyana bewoond door twee groepen van Indiaanse volkeren, de Arowakken en de Guaraní. Het is in feite onderdeel van een groter gebied dat ook Guyana (of Guiana) wordt genoemd – naar het inheemse woord voor "land van vele wateren", en zich uitstrekt tot in Venezuela en Brazilië. De Arowakken werden door de oorlogzuchtigere Guaraní geleidelijk steeds verden naar het noorden verdreven.

## Koloniale periode
Het huidige Guyana bestond in de 17e en 18e eeuw uit de vier Nederlandse koloniën Pomeroon, Essequebo, Demerara en Berbice. In 1763 kwamen de slaven van de kolonie Berbice onder leiding van de slaaf Cuffy in opstand in de slavenopstand van Berbice. Cuffy is een nationale held van Guyana. 
Na de napoleontische oorlogen werden de Nederlandse koloniën tijdens het Verdrag van Londen in 1814 overgedragen aan het Verenigd Koninkrijk, maar de onderhandelingen waren nog niet afgerond. De overname werd tijdens het Congres van Wenen bekrachtigd, en werd op 20 november 1815 officieel, met de Corantijn als nieuwe grensrivier met Suriname dat een Nederlandse kolonie bleef. 

### Brits-Guiana
De voormalige Nederlandse koloniën werden in 1831 samengevoegd tot Brits-Guiana, en bestuurd door de Raad van Politie in Georgetown. Op 1 augustus 1834 werd de slavernij afgeschaft, negenentwintig jaar voor Suriname.
Net als later in Suriname, had de afschaffing van de slavernij in Guyana grote gevolgen. Deze leidde onder andere tot immigratie van veel contractarbeiders uit India die als koelies werk verrichtten op de suikerrietplantages. Op 5 mei 1838 arriveerden op plantage Highbury de eerste 250 contractarbeiders uit Calcutta (nu: Kolkata). Er kwamen in totaal ongeveer 239.000 contractarbeiders naar de kolonie. De voormalige Afrikaanse slaven trokken veelal naar de steden. Deze etnisch-culturele scheiding bestaat nog steeds en zorgt voor een turbulente politieke situatie.
Na de Tweede Wereldoorlog werd de People's Progressive Party (PPP) opgericht door de hindoe-tandarts Cheddi Jagan. In 1953 was Jagan zes maanden premier, maar moest, toen hij de arbeidswetgeving wilde moderniseren, onder druk van de Britse autoriteiten aftreden. De Britse gouverneur, Alfred Savage, verbood de jeugdafdeling van de PPP en stelde Cheddi Jagan tot 1957 onder huisarrest, vanwege zogenaamde "communistische activiteiten."
De PPP was bedoeld als multi-etnische partij, maar in 1957 scheidde de Afro-Guyaanse Forbes Burnham zich van de PPP af en richtte het People's National Congress (PNC) op.
In 1957 werd Jagan opnieuw minister-president en bleef aan tot 1964. Hoewel hij de verkiezingen van dat jaar won, gaf gouverneur Richard Luyt de formatie-opdracht aan Forbes Burnham van de PNC die een regering vormde met een kleine conservatieve, blanke partij.

### Onafhankelijkheid
Op 26 mei 1966 werd Guyana een onafhankelijke staat binnen het Britse gemenebest, met de Britse koningin Elizabeth II als staatshoofd. Op 2 januari 1969 vond de Rupununiopstand plaats in het zuiden van Guyana. De opstand werd geleid door Amerikaanse en Europese ranchers en gesteund door een gedeelte van de inheemse bevolking. De opstand werd twee dagen later onderdrukt door het leger en veel inheemsen vluchtten naar Brazilië en Venezuela. Op 19 augustus 1969 vond een gewapend conflict plaats tussen Suriname en Guyana over het Tigri-gebied waarbij geen doden of gewonden vielen, maar Kamp Tigri werd veroverd door Guyana.

### Coöperatieve Republiek Guyana
Op 23 februari 1970 verklaarde premier Burnham Guyana tot een coöperatieve republiek. Burnham benadrukte het niet-gebonden karakter van de republiek en zijn streven om van het land een socialistische staat te maken. In de jaren '70 probeerde Forbes Burnham Guyana minder afhankelijk te maken van de Verenigde Staten, en hiervoor zocht hij toenadering tot de Sovjet-Unie en Cuba.
In 1978 was Guyana wereldnieuws door het bloedbad in Jonestown. Sekteleider Jim Jones van de Peoples Temple gaf zijn volgelingen opdracht om collectief zelfmoord te plegen na de moord op de Amerikaanse senator Leo Ryan.
De betrekkingen tussen de PNC-regering en de andere partijen, de Progressive People's Party van Jagan en de Working People's Alliance van Walter Rodney waren eind jaren zeventig en begin jaren tachtig bijzonder slecht. In 1979 werd de jezuïet en kritische journalist Bernard Darke vermoord. De oppositie wees met een beschuldigende vinger naar de regering die zij tevens beschuldigden van schendingen van de mensenrechten.
In 1980 werd een nieuwe grondwet aangenomen waarbij het ambt van premier qua macht werd ingeperkt en het uitvoerend presidentschap werd ingevoerd. Rodney deed mee met de verkiezingen, maar kwam bij een bomaanslag om het leven. In 2014 werd door een parlementair onderzoek geconcludeerd dat Rodney door de Staat was vermoord. Forbes Burnham won de verkiezingen in 1980, en werd nu president. In 1985 overleed Forbes Burnham en werd als president opgevolgd door Desmond Hoyte, tot dan toe premier. In december 1985 werd Hoyte tot president gekozen. In 1987 verklaarde hij dat de PNC geen marxistische partij was, maar een sociaaldemocratische partij. Sindsdien voer hij een gematigde koers.
In 1990 had Janet Jagan een bezoek gebracht aan Jimmy Carter, een voormalige president van de Verenigde Staten, en had hem gevraagd of hij ervoor kon zorgen dat de komende verkiezingen eerlijk zouden verlopen. In 1992 werden de eerste vrije en eerlijke presidentsverkiezingen gehouden. Deze werden gewonnen door Cheddi Jagan, de voorzitter van de PPP. Deze keuze wekte veel beroering bij PNC-militanten die voor rellen zorgden in de hoofdstad Georgetown. Jagan voerde een economisch beleid gebaseerd op vrijemarktprincipes. Jagan overleed in 1997. Premier Samuel Hinds volgde hem als interim-president en in december 1997 werd Janet Jagan, de weduwe van Cheddi Jagan, een geboren Amerikaanse, tot president gekozen. In augustus 1999 trad Janet Jagan om gezondheidsredenen af en werd Bharrat Jagdeo tot president gekozen.
Op 19 maart 2001 werd Bharrat Jagdeo tot president van de republiek herkozen.
In 2004 was er sprake van een ernstige politieke crisis toen een boer, George Bacchus, zei bewijs te hebben dat de minister van Binnenlandse Zaken Ronald Gajraj, betrokken zou zijn geweest bij de moord op 40 mensen. Op 24 juni 2004 werd Bacchus die als kroongetuige optrad in de rechtszaak in zijn slaap vermoord. Gajraj was gedwongen af te treden, maar is in 2005 door het onderzoekscommittee vrijgesproken.
Op 2 maart 2020 vonden verkiezingen plaats en werd er verkiezingsfraude geconstateerd, David Granger wilde zichzelf uitroepen als winnaar van de verkiezingen, maar werd door de rechtbank geblokkeerd. Vervolgens werd een hertelling van de stemmen geëist door de rechtbank. De hertelling duurde heel lang. Onder internationale druk en dreigementen met sancties werd uiteindelijk begonnen met de hertelling, en werd de fraude bewezen. Op 2 augustus 2020 werd Irfaan Ali ingezworen als president van Guyana.

## Grensgeschillen met Venezuela

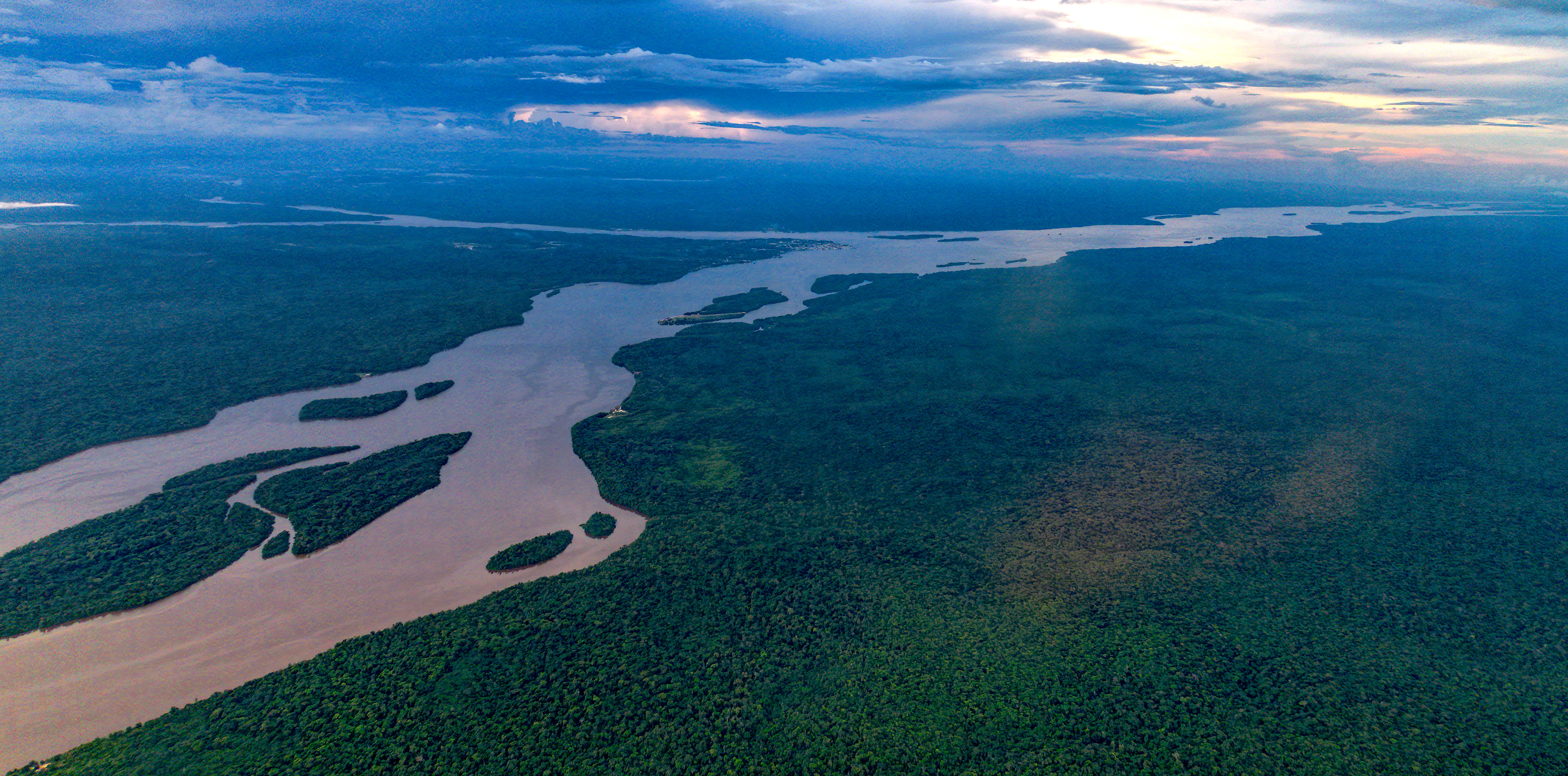
Essequiborivier

Het land heeft een geschil met Venezuela over de loop van de grens. In de 19e eeuw had Venezuela al een dispuut met de koloniale heersers. De Britten huurden in 1835 de van oorsprong Duitse ontdekkingsreiziger Robert Schomburgk in om de grens vast te leggen, de zogenaamde Schomburgk-lijn. Een oorlog dreigde maar in 1905 kwam een overeenstemming tot stand na internationale bemiddeling. In 2015 werd olie aangetoond voor de kust van Guyana en Venezuela heropende het grensconflict. Het legde eerst een claim op Pomeroon en Essequibo, het oostelijke grensgebied van Guyana ter grootte van ongeveer 80.000 km², en eiste vervolgens een groot deel van het kustwater waarmee Guyana bijna volledig van de zee zou worden afgesloten. De claims leidden tot spanningen en beide landen hebben militaire oefeningen gehouden om hun positie kracht bij te zetten.
In 2018 werd door Guyana een verzoek ingediend bij het Internationaal Gerechtshof (ICJ) om zich te buigen over de kwestie. President Maduro heeft geweigerd het ICJ te erkennen. In 2019 werd door het Parlement van Venezuela onder leiding van Juan Guaidó een wet aangenomen waar in staat dat Essequibo van Venezuela is. Op 18 december 2020 werd de kwestie geaccepteerd door de ICJ. Venezuela verscheen niet en heeft tot 8 maart 2023 de tijd gekregen om een verweer in te dienen. Dit hield Venezuela niet tegen om in december 2023 een referendum te organiseren. Meer dan 95% van de bevolking stemde in met de bewering dat Essequibo, een 160.000 vierkante kilometer groot gebied in Guyana, eigenlijk tot Venezuela behoort.

## Grensgeschillen met Suriname
Tussen de rivieren de Nieuwe Rivier of Boven-Corantijn en de Coeroeni/Koetari ligt het Tigri-gebied dat door Guyana en Suriname wordt betwist. In 1969 werden Surinaamse werklieden door Guyana uit het gebied verdreven. Toen de Nederlandse regering weigerde de TRIS in te zetten, stuurde Suriname politieambtenaren, die voornamelijk bestonden uit voormalige soldaten, naar het gebied, en stichtten Kamp Tigri. Het kamp werd echter door Guyana veroverd. Sindsdien wordt het Tigri-gebied vanuit Guyana bestuurd.

Grensgeschillen van Guyana met Venezuela (rood) en Suriname (geel)

Ook de benedenloop en monding van de Corantijn werden betwist. Suriname beschouwde de linkeroever van de Corantijn als grens, terwijl Guyana het midden van de rivier als grens beschouwde. Een oplossing van dit laatste geschil werd urgent door Guyaanse olievondsten in de monding van de Corantijn. In 2000 werd een boorplatform, dat door de Canadese oliemaatschappij CGX werd gebruikt, door Surinaamse schepen weggesleept. Op 25 februari 2004 begon de regering van Guyana een geschillenprocedure en in de loop van 2006 werd het geschil voorgelegd aan het Internationaal Zeerechttribunaal (ITLOS) in Hamburg. Op 20 september 2007 stelde een commissie van het Permanent Hof van Arbitrage de jarenlang betwiste maritieme grens tussen Guyana en Suriname vast. De jurisdictie over de monding van de Corantijn en de wateren ten oosten van een lijn in een hoek van 10° ten opzichte van de kust werden aan Suriname toegewezen.